# Munir Redfa
Captain Munir Redfa (arabisch منير ردفا, DMG Munīr Ridfā, Syrisch: ܡܘܢܝܪ ܪܕܦܐ‎, geboren als Munir Habib Jamil Rufa, arabisch منير حبيب جميل روفا, DMG Munīr Ḥabīb Ǧamīl Rūfā, syr.: ܡܘܢܝܪ ܚܒܝܒ ܓܡܝܠ ܪܘܦܐ‎, geb. 1934, gest. ca. 1998) war ein irakischer Kampfpilot, der nach Israel desertierte.

## Leben

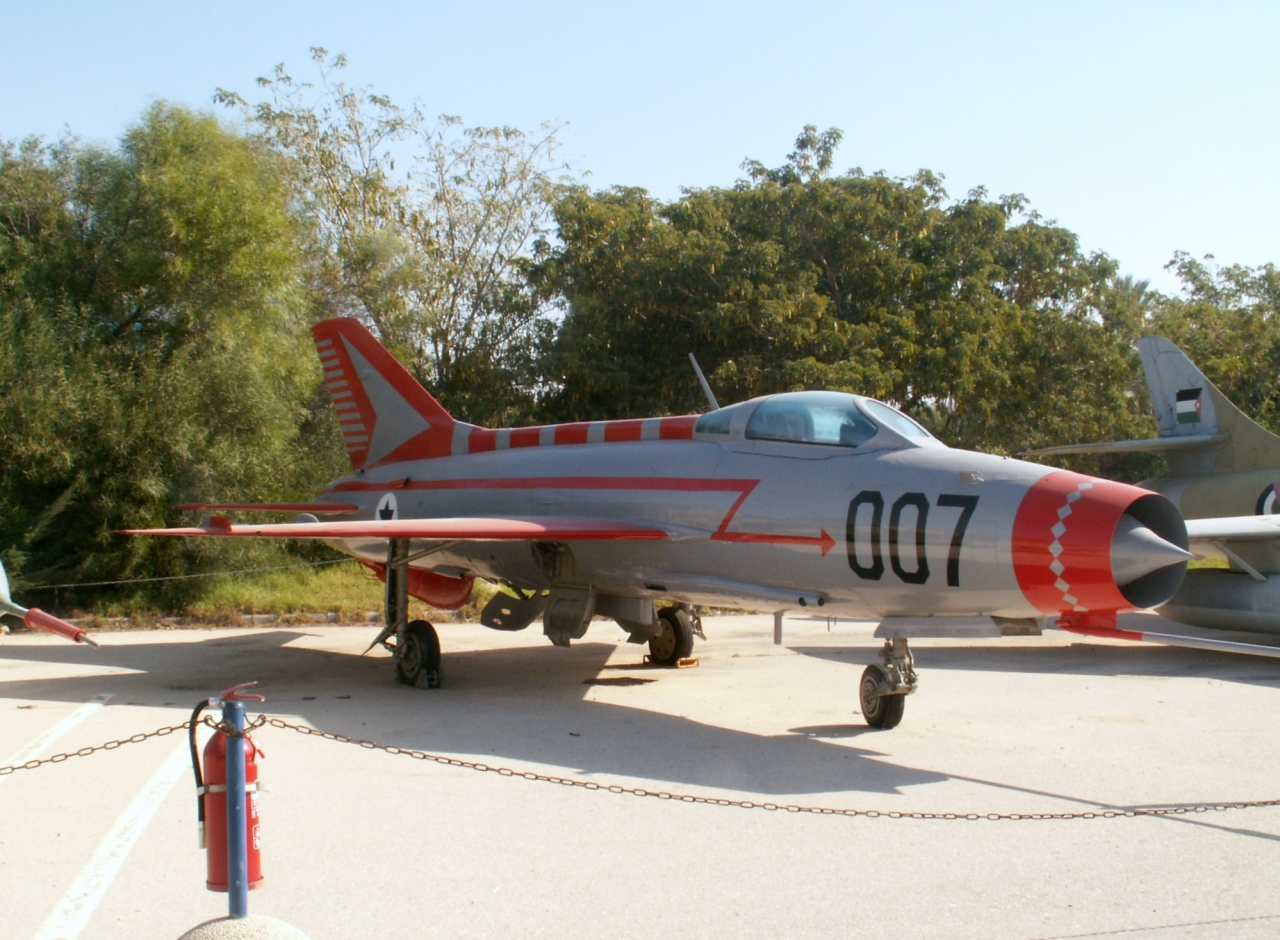
Redfas MiG-21 im Museum der israelischen Luftwaffe auf dem Militärflugplatz Chazerim

Nach dem Putsch von Qasim war Redfa einer von nur fünf Piloten, denen das neue Regime vertraute, um weiterhin im 11. Geschwader zu dienen, dem einzigen Geschwader, das die Mikojan-Gurewitsch MiG-21 flog.
Redfa desertierte 1966 im Verlauf der Operation Diamant. Er flog dabei eine MiG-21 der irakischen Luftwaffe nach Israel. In einer der erfolgreichsten Operationen des Mossad wurde Redfas gesamte erweiterte Familie sicher aus dem Irak nach Israel geschmuggelt. Der MiG-21-Jäger wurde von der israelischen Luftwaffe ausgewertet und später den Vereinigten Staaten für Tests und Geheimdienstanalysen ausgeliehen, als Teil der Operation Have Doughnut. Die aus der Analyse des Flugzeugs gewonnenen Erkenntnisse waren entscheidend für die Erfolge, die die israelische Luftwaffe bei späteren Begegnungen mit arabischen MiG-21s erzielte.
Redfas Überläuferaktion war Thema des Films Steal the Sky (1988). Er war Assyrer und Anhänger der chaldäisch-katholischen Kirche. Redfa starb um 1998 an einem Herzinfarkt.